# Wicocomoco (Powhatan)
Wicocomoco (Wighcocomoco, Wicomico, Wicocomico) /značenje imena je nepoznato, -comoco, u powhatanskom označava  'stockaded village' , odnosno naselje zaštičeno palisadama/, pleme Algonquian Indijanaca s južne obale rijeke Potomac i njenog ušća na području današnjeg okruga Northumberland u Virginiji. Glavno istoimeno selo nalazilo se na ušću rijeke Wicomico. John smith (1607) navodi da su imali 130 ratnika, odnosno oko 520 prema Jamesu Mooneyu. Godine 1669. popisom je utvrđeno da su Wicocomoco ostali najbrojniji među powhatanskim plemenima. Ne smiju se pobrkati s plemenima Wicomese i Wicocomoco koja su pripadala u Nanticoke i živjeli u Marylandu. Današnji Wicocomico Indijanci potomci su starih plemena Wicocomoco, Cekacawon i Cuttatawomen. 

## Vanjske poveznice
- Wicocomico History  Arhivirana inačica izvorne stranice od 23. travnja 2012. (Wayback Machine)
- The Wicomico Indian Nation